# Pim van Ballekom
Wilhelmus Thomas (Pim) van Ballekom (Best, 2 december 1956) is een Nederlands politicus namens de VVD. Sinds 11 juni 2019 is hij lid van de Eerste Kamer.

## Loopbaan
Van Ballekom doorliep het Sint-Joriscollege in Eindhoven en studeerde, na een kandidaatsexamen rechten, politieke wetenschap aan de Rijksuniversiteit Leiden. Aansluitend was hij werkzaam bij de Nederlandse Permanente Vertegenwoordiging bij de Europese Unie en het ministerie van Financiën. Van 1997 tot 2001 was hij lid van het bestuur van de Europese Bank voor Wederopbouw en Ontwikkeling. Tussen 2001 en 2004 was hij, eerst plaatsvervangend, hoofd van het Kabinet van Eurocommissaris Frits Bolkestein en daarna was hij tot 2006 speciaal adviseur van de Europese Commissie. 
Van 2006 tot 2010 was Van Ballekom hoofd van de financiële afdeling van de Nederlandse Permanente Vertegenwoordiging bij de Europese Unie. Hij was twee jaar hoofd internationale betrekkingen van de Algemene Pensioengroep. Tussen 2012 en 2018 was Van Ballekom vice-president van de Europese Investeringsbank. Op 11 juni 2019 werd hij geïnstalleerd tot lid van de Eerste Kamer. Hij was van 17 maart 2023 tot 1 januari 2025 voorzitter van het Benelux-parlement.
Pim van Ballekom · Jan Anthonie Bruijn · Paulien Geerdink · Marian Kaljouw · Tanja Klip-Martin · Marjolein van der Linden · Henk Jan Meijer · Koen Petersen · Cees van de Sanden · Rian Vogels
- Parlement.com: vkwref4sdr8q